# Maja Tatić
Maja Tatić (in serbo Маја Татић?; Belgrado, 30 ottobre 1970) è una cantante serba e bosniaca, rappresentante della Bosnia ed Erzegovina all'Eurovision Song Contest 2002 con il brano Na jastuku za dvoje.

## Biografia
Maja Tatić ha iniziato a cantare professionalmente all'età di 17 anni. Ha fatto parte dei gruppi musicali Monaco, Sonus e Skitnice. Dal 1992 al 2000 ha vissuto alle isole Canarie, dove ha lavorato come cantante di cover. Il 23 febbraio 2002 ha partecipato a BH Eurosong, la selezione bosniaca per l'Eurovision cantando il suo singolo di debutto Na jastuku za dvoje. È stata incoronata vincitrice dalla giuria. All'Eurovision Song Contest 2002, che si è tenuto il successivo 25 maggio a Tallinn, si è piazzata al 13º posto su 24 partecipanti con 33 punti totalizzati.

## Discografia

### Album in studio
- 2004 – Lagala si me
- 2008 – Moja te je duša poznala

### Singoli
- 2002 – Na jastuku za dvoje
- 2008 – Nauči ti da voliš